# Felben (Fraunberg)
Felben ist ein Ortsteil der Gemeinde Fraunberg, Landkreis Erding, Oberbayern.

## Lage
Die Einöde liegt rund zwei Kilometer westlich von Fraunberg. 